# Ahváz

Ahváz (perzsául: اهواز ) város Irán délnyugati részén, Huzesztán tartomány székhelye. Lakosainak száma 1 432 000 fő volt 2006-ban.
Kikötő a Perzsa-öböltől kb. 150 km-re északra, a Karun folyó legfelső hajózható szakaszán.
A WHO 2011-es jelentésében a legszennyezettebb levegőjű város a világon.

## Története
Valószínűleg a mai város helyén feküdt az ókorban Taryana (Tareiana) és itt vezetett keresztül a perzsa királyi út. I. Ardasír szászánida király kibővítette a várost és Hormuzd Ardasirnak nevezte el és a szúzai tartomány székhelye lett. Ahura Mazdá, a zoroasztriánus istenségnek felszentelt hely volt. Amikor a muszlim arabok meghódították, az Ahváz nevet adták neki. A 20. század elején csak 2 ezer fős lakosú település, de az olajmezők felfedezésének köszönhetően gyors fejlődésnek indult. 1926-ban lett Huzesztán tartomány fővárosa és 1948-ra a lakossága már meghaladta a 100 ezer főt.

## Képcsarnok

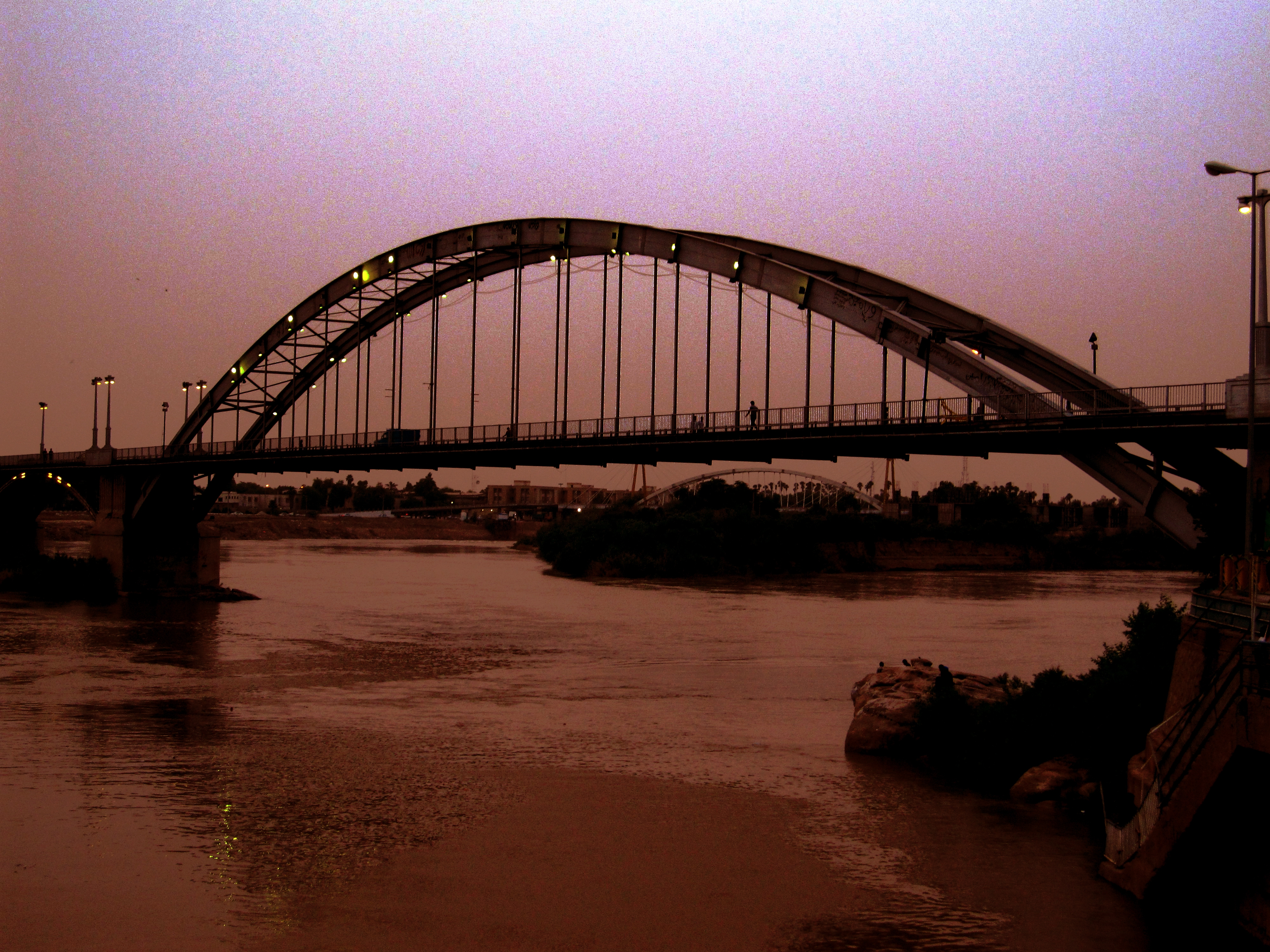
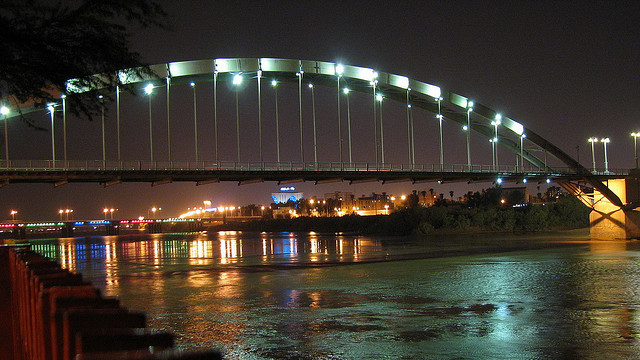
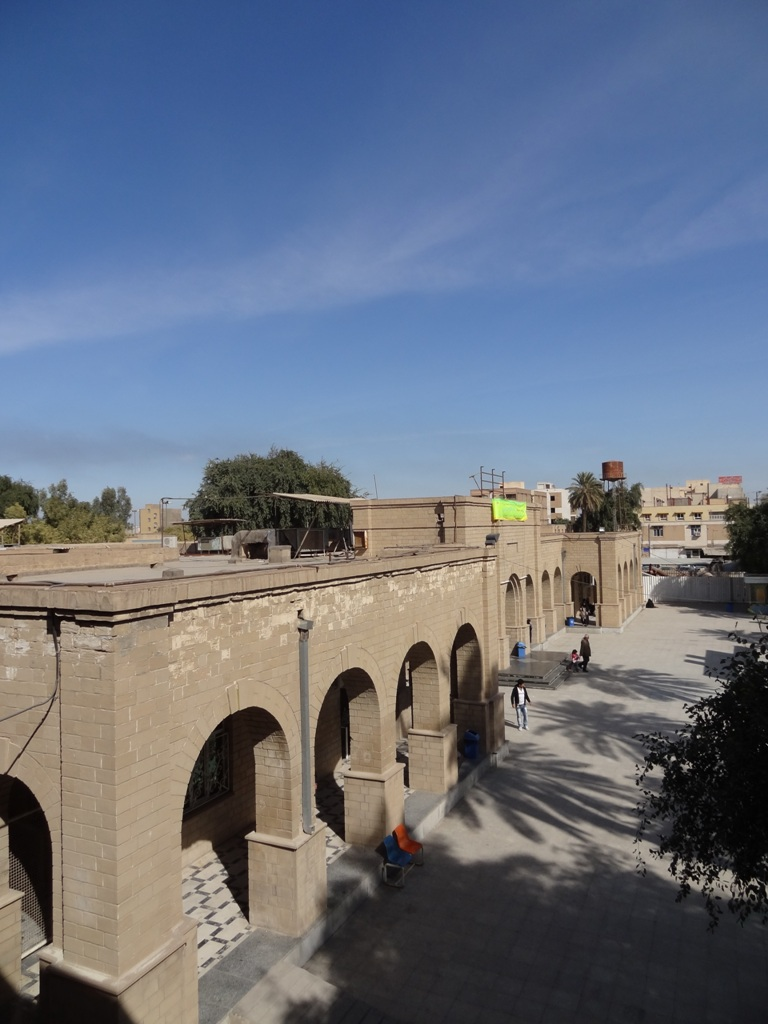
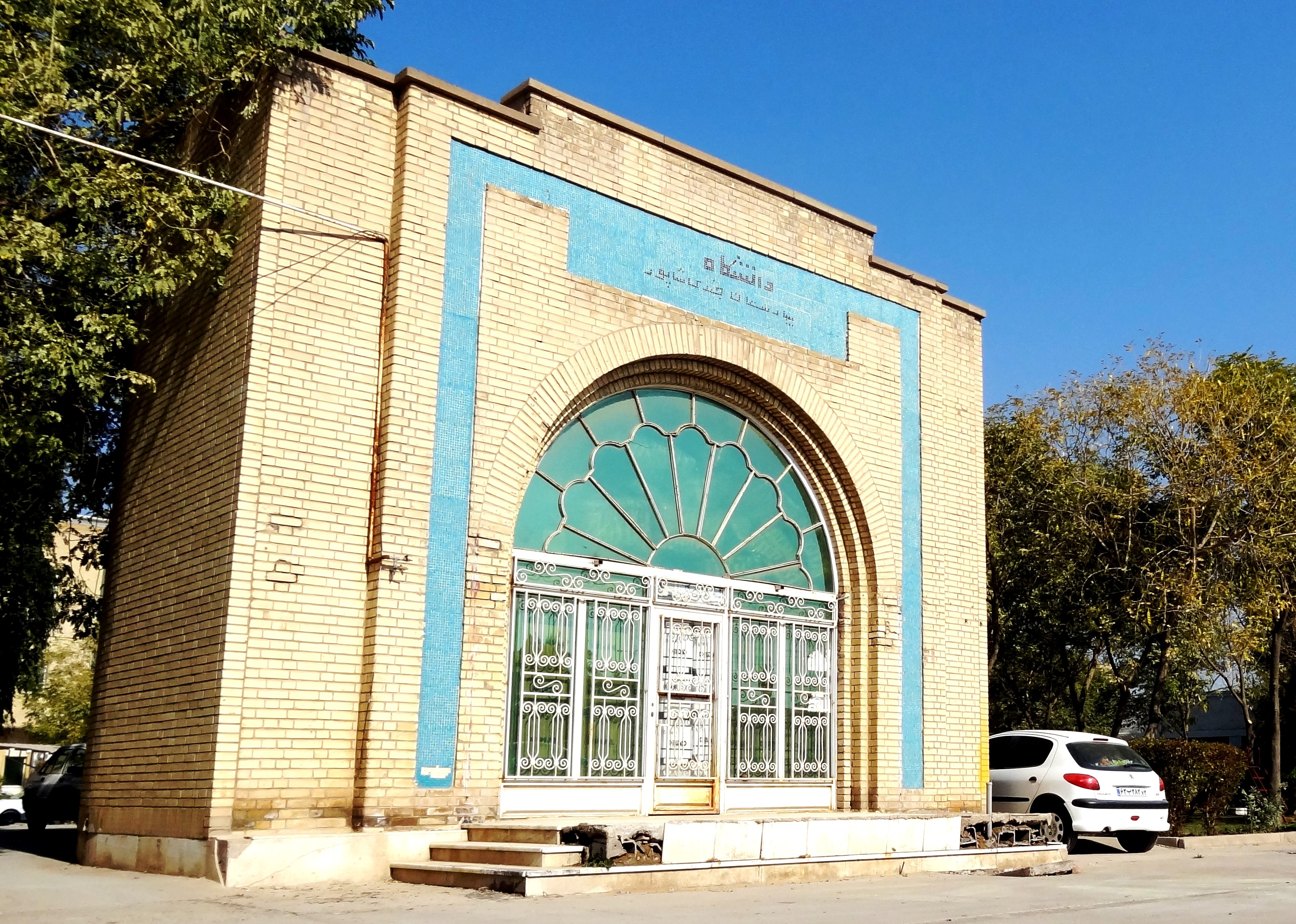

## Fordítás
- Ez a szócikk részben vagy egészben  az   Ahvaz című angol Wikipédia-szócikk fordításán alapul.  Az eredeti cikk szerkesztőit annak laptörténete sorolja fel. Ez a jelzés csupán a megfogalmazás eredetét és a szerzői jogokat jelzi, nem szolgál a cikkben szereplő információk forrásmegjelöléseként.
- Ez a szócikk részben vagy egészben  az   Ahvaz című német Wikipédia-szócikk fordításán alapul.  Az eredeti cikk szerkesztőit annak laptörténete sorolja fel. Ez a jelzés csupán a megfogalmazás eredetét és a szerzői jogokat jelzi, nem szolgál a cikkben szereplő információk forrásmegjelöléseként.